# バリー・ポーゼン
バリー・ロス・ポーゼン（Barry Ross Posen、1952年7月13日 - ）は、マサチューセッツ工科大学(MIT)のフォード国際政治学教授であり、MITの安全保障研究プログラムのディレクター。安全保障学の分野の専門家であり、現在、国際安全保障学と安全保障学ジャーナルの編集委員を務め、外交問題評議会のメンバーであり、ハート・ラドマン委員会の研究グループのメンバーを務めている。
1974年にオクシデンタル大学で文学士を取得し、1976年と1981年にカリフォルニア大学バークレー校でケネス・ウォルツを指導教授として修士号と博士号を修得。1984年にプリンストン大学の政治学の助教授になる前に、ランド研究所のコンサルタントおよびアメリカ国防総省および戦略国際問題研究所のアナリストとして働いていた。1987年にMITの政治学准教授なった。また、ウッドローウィルソンセンター、クリスチャン・サイエンス・モニター、マッカーサー基金のコンサルタントも務めた。
3冊の本を著しており、また、「安全保障のジレンマと民族紛争」や「コモンズの指揮：米国覇権の軍事的基盤」など、非常に影響力のある多くの学術誌記事を発表している。さらに、学術研究に加えて頻繁にメディアに登場し、ニューヨーク・タイムズ、ボストン・グローブ、ザ・アメリカン・インタレストなどの出版物に記事を寄稿している。

## 3冊の著書について

### 軍事ドクトリンの源流
ポーゼンの最初の著書「軍事ドクトリンの源流 大戦間のフランス・イギリス・ドイツ」は1984年にコーネル大学出版局から出版された。この本は、軍事ドクトリンがどのように形成され、それがどのように大戦略を形作るかに焦点を当てたものである。この本は、マーション国際安全保障研究センターから1984年のエドガー・S・ファーニス図書賞を、1985年にはアメリカ政治学会から「政府、政治、国際問題に関するもっとも優れた本」に与えられるウッドロウ・ウィルソン財団賞を受賞した。

### 不用意なエスカレーション
2冊目の著書は「不用意なエスカレーション：従来の戦争と核のリスク」。1991年、コーネル大学出版局から出版された。

### 自制
3冊目の著書は「自制：米国の大戦略を形成するための新しい基礎」。この本は、ポーセンが反対するリベラルな覇権とポーセンが支持する自制という、競合する二つのアメリカの大戦略について書かれており、2014年にCornell Studies in Security Affairsシリーズの一冊として出版された。
ザ・アメリカン・コンサバティブのレビュアー、ウィリアム・ルーガーは、この本を自制支持者のための「決定的な論説」と呼んだ。